# بريام
هو ملك طروادة في حِقبة حرب طروادة، أبناؤه الأمير هِكتور وهو ولي العهد وقائد الجيش، والأمير باريس، والأمير هيلينوس وتوءَمُه الأميرة كاساندرا، والأمير ديفوبوس قُتل على يد نيبتولاتوس ابن أخِيْل عند اجتياح طَروادة، عُرف عنه إصغاؤه لنصائح العرَّافين أكثرَ من نصائح العقل.
تزوَّج بريام عدَّة مرَّات، وكان له خمسون ولدًا ذكرًا والعديد من البنات. هِكتور وليُّ عهده وابنه الأكبر من زوجته الثانية هيكوبا، وولده الآخر باريس المتسبب بحرب طَروادة، والتوءم هيلينوس وكاساندرا.